# Nora Tschirner
Nora Tschirner (Berlin, 1981. június 12.) német színésznő.

## Filmográfia

### Televízió
- 2002: Sternenfänger (televíziós sorozat)
- 2004: Ein starkes Team: Sicherheitsstufe 1
- 2004: Ulmens Auftrag
- 2005: Nichts geht mehr (13th Street Shocking Short)
- 2006: Se füle, se farka, avagy a meseírók beájulnak: Szerencsés Jancsi
- 2007, 2011: Ijon Tichy: Raumpilot (televíziós sorozat)
- 2007: Das letzte Stück Himmel
- 2009: Szezám utca (epizód 2472)
- 2011: Doctor’s Diary (televíziós sorozat, 2 epizód)
- 2013: Tetthely: Die Fette Hoppe
- 2014: Die unwahrscheinlichen Ereignisse im Leben von Nora Tschirner (Comedy-Show)
- 2015: Tetthely: Der Irre Iwan
- 2016: Tetthely: Der treue Roy
- 2016: ’nissa – Geschichten aus dem Leben
- 2017: Tetthely: Der scheidende Schupo
- 2017: jerks. (epizód 8, 23)
- 2017: Tetthely: Der wüste Gobi
- 2018: Tetthely: Der kalte Fritte
- 2018: Tetthely: Die robuste Roswita
- 2018: Arthurs Gesetz
- 2019: Tetthely: Der höllische Heinz
- 2019: Tetthely: Die harte Kern
- 2020: Tetthely: Der letzte Schrey

### Mozi
- 2001: Feuer und Flamme
- 2003: Soloalbum
- 2005: Kebab kapcsolat
- 2006: FC Venus – Angriff ist die beste Verteidigung
- 2006: A konklávé(wd) (The Conclave)
- 2007: A fülenincs nyúl
- 2008: La noche que dejó de llover
- 2009: Mord ist mein Geschäft, Liebling
- 2009: Vorstadtkrokodile
- 2009: Wickie és az erős emberek
- 2009: Fülenincs nyúl 2. (Zweiohrküken)
- 2010: Vorstadtkrokodile 2
- 2010: Hier kommt Lola!
- 2010: Bon appétit
- 2011: Vorstadtkrokodile 3
- 2011: What a Man
- 2011: Ein Tick anders
- 2012: Offroad
- 2012: Das Pferd auf dem Balkon
- 2013: Everyone’s going to die
- 2013: Liebe und andere Turbulenzen (Girl on a Bicycle)
- 2014: Alles ist Liebe
- 2015: Macho Man
- 2016: Gut zu Vögeln
- 2016: Szerelmes SMS
- 2019: Gut gegen Nordwind
- 2020: Wunderschön